# IZUMI (船)
|                |                                            |
| 船歴           |                                            |
| 建造所         | 下ノ江造船                                 |
| 起工           | 2006年6月26日                              |
| 進水           | 2007年7月1日                               |
| 竣工           | 2007年9月14日                              |
| その後         |                                            |
| 主要目         |                                            |
| 総トン数       | 14,162トン                                 |
| 純トン数       | 7,106トン                                  |
| 載貨重量トン数 | 20,170トン                                 |
| 全長           | 147.20m                                    |
| 垂線間長       | 136.00m                                    |
| 幅             | 25.00m                                     |
| 深さ           | 14.30m                                     |
| 喫水           | 9.664m                                     |
| 機関           | マキタ-三井-MAN-B&W 6S42MC Mk7型ディーゼル |
| 出力           | 6,480kW（連続最大） 5,832kW（常用）        |
| 速力           | 14.3ノット（航海速力）                     |
| 乗員           | 20人（2010年10月実数）                     |
| 同型船         | IZUMO                                      |

IZUMI（イズミ、漢字船名表記は和泉）は、日本郵船子会社の日之出郵船が運航する貨物船。2010年10月10日にソマリア沖の海賊によってハイジャックされた。その後、海賊により母船として使用されていたが、2011年2月25日に解放された。

## 概要
IZUMIは、2007年9月14日に下ノ江造船で竣工した。日之出郵船のIシリーズと称する貨物船の1隻で、同型船としてIZUMOがあるほか、2004年から2005年に建造されたIYO、IKI、ISE、IBIの各船とも近い設計である。車両ランプを備えたRO-RO船タイプの多目的重量物運搬船で、荷役用に50トンクレーン2基と30トンクレーン1基も有している。
船主はフェアフィールドシッピング株式会社で、船籍国はパナマ。日本郵船の完全子会社である日之出郵船が用船契約し、日本とアフリカ東部を3カ月で往復する定期航路に就航させていた。2010年10月時点では船長以下20人のフィリピン人船員が乗務していた。

## ハイジャック事件
2010年8月31日にIZUMIは神戸港から出航、9月12日に君津市へ寄港して貨物を積み取った。搭載貨物は主に鉄鋼製品で、雑貨と合わせ17040トンである。9月22日にシンガポールへ寄港して燃料を補給し、目的地であるケニアのモンバサへ向かった。モンバサ直行航路は海賊の出現報告が多発しているため避け、マダガスカル島南端からアフリカ各国領海を進む迂回航路を選んだ。自衛手段として侵入防止用の有刺鉄線を船体に張り巡らせ、操舵室の見張り要員を増やし、全速の約13ノットで航行していた。しかし、目的地到着予定2時間前の10月10日午前8時53分（現地時間）に、モンバサ南南東約65km・タンザニア領ペンバ島東方沖約15kmの洋上で水先人を待っていたところで、海賊による襲撃を受けた。本船乗員が気付いた時には船上に海賊が侵入しており、船舶警報通報装置 (SSAS）を作動させる以外に抵抗できなかった。乗員に危害が加えられることは無かったが、金品を奪われた。アタランタ作戦に参加しているフランス海軍艦「フロレアル」がIZUMIを追跡し、その後、デンマーク海軍のアブサロン級多目的支援艦「エスベアン・スナーレ」によってハイジャックの事実が確認された。
海賊は占拠したIZUMIへ「スキフ」と呼ばれる小型船を積みこんで母船に使い、警備の手薄な遠方海域での海賊行為に使用した。乗員は海賊の指示に従って船を操縦させられた。2010年11月6日夜には、商船「ペトラ 1」（PETRA 1）を襲撃しようとしたが、同船を護衛中のスペイン海軍艦「インファンタ・クリスティナ」によって撃退された。その際、スペイン艦はIZUMIに対して最小限度の実力行使を行った。
2011年2月25日にIZUMIは海賊から解放された。ロイター通信は、450万ドルの身代金が海賊に支払われ、そのうち20万ドルはアル・シャバブに渡ったのではないかと報じている。日本政府は、身代金支払いの有無に関して承知していないと答弁している。
日之出郵船は、IZUMIの遭難以後2011年8月現在、安全確保ができないとして東アフリカ航路の運航を停止している。